# Atractus collaris
Atractus collaris – gatunek węża z rodziny połozowatych (Colubridae), występujący w Amazonii.

## Systematyka
Takson ten po raz pierwszy zgodnie z zasadami nazewnictwa binominalnego opisał włoski herpetolog Mario Giacinto Peracca na łamach „Bollettino dei Musei di Zoologia e di Anatomia Comparata della R. Università di Torino” na podstawie holotypu (MRSN) zebranego w dolinie rzeki Cononaco w prowincji Pastaza we wschodnim Ekwadorze.
Atractus collaris wraz z Atractus gaigeae i Atractus alphonsehogei tworzą kompleks gatunków. Takson Atractus limitaneus (opisany w 1935 roku przez Amarala jako Leptocalamus limitaneus) został w 2018 roku zsynonimizowany z Atractus collaris.

### Etymologia
- Atractus: gr. ατρακτος atraktos „wrzeciono, strzała”[6].
- collaris: łac. collaris kołnierz, obroża, kołnierzyk, łac. collum szyja[7].

## Występowanie
Gatunek ten występuje w Amazonii we wschodnim Ekwadorze, Peru, Kolumbii i Brazylii w zakresie wysokości 196–687 m n.p.m. Preferuje nizinne lasy deszczowe, lasy wtórnego wzrostu, pola uprawne, a także przydomowe ogrody. Prowadzi głównie nocny tryb życia, w ciągu dnia ukrywa się pod kłodami drzew, kamieniami lub w miękkiej ziemi. Dieta Atractus collaris obejmuje jedynie dżdżownice.

## Morfologia
Jest to małej wielkości wąż o małej głowie, której szerokość jest podobna do szerokości szyi, małych oczach i charakterystycznym ubarwieniu. Grzbiet jest czerwonobrązowy z czterema, rzadziej z pięcioma podłużnymi ciemnymi liniami, na karku jasny pas z przerwą na szczycie grzbietu, wyglądający jak kołnierz, stąd nazwa tego gatunku. Brzuch jasnopomarańczowy. Jest podobny do Atractus gaigeae.
Wymiary:
|                        | Samiec  | Samica  |
| Długość całkowita (mm) | 244     | 325     |
| Długość SVL (mm)       | 218     | 300     |
| Łuski brzuszne         | 145–178 | 167–186 |
| Tarczki podogonowe     | 22–33   | 18–24   |

## Status
W Czerwonej księdze gatunków zagrożonych IUCN Atractus collaris jest klasyfikowany jako gatunek najmniejszej troski (LC, ang. Least Concern). Liczebność populacji nie jest określona, ale gatunek ten jest opisywany jako dość pospolity do niepospolitego. Trend liczebności populacji określany jest jako prawdopodobnie stabilny.